# Gunnar Engström (kriminalvårdsdirektör)
Gunnar Engström, född 1937, är en svensk socionom och profil inom svensk kriminalvård.

## Biografi
Engström bodde omväxlande i Stockholm och Järvsö under uppväxttiden. Han arbetade i hamn, på lager och inom charkuteribranschen innan han via folkhögskola och universitetsstudier tog en socionomexamen på Sköndalsinstitutet, samt en fil kand i sociologi, pedagogik och statskunskap vid Umeå och Stockholms universitet. Han arbetade därefter inom barna- och nykterhetsvård samt kriminalvårdens frivård innan han blev fängelsechef på Hall utanför Södertälje 1970–1975.
Han blev därefter fängelsechef i Umeå, där han blev känd för "julamnesti" julhelgerna 1975 och 1976 där nästan samtliga fångar i Umeå fick permission över jul. På grund av vissa bakslag blev amnestin 1977 mer restriktiv.
Han blev därefter kriminalvårdsdirektör, där han kom att kritiseras på grund av att han var bland de ansvariga för att permissioner beviljades för flera personer inblandade i Malexandermorden. Han har trots detta genom åren förespråkat värme och engagemang inom kriminalvården, och uttalat att man måste ha humor, engagemang och vara målinriktad.
Efter sin pensionering var Engström ordförande i Skyddsvärnet mellan 2004 och 2014.
Engström var sommarvärd i Sveriges Radio den 24 augusti 1981.